# Bono cupón cero
Un bono cupón cero (en inglés: zero-cupon bond o accrual bond o discount bond) es un bono o título emitido por una entidad que no paga intereses durante su vida, sino que en el momento de ser emitido es vendido por un precio inferior al de su valor nominal (con descuento) y en el momento del vencimiento se amortiza por su valor nominal.
Un bono ordinario realiza a su titular un pago periódico de intereses denominado cupón y al final de la vida del título le devuelve el principal. Por el contrario, un bono cupón cero con vencimiento a 2 años y con un valor nominal de 1000 € puede ser vendido por 900 €; cuando el cupón llega a vencimiento al cabo de los dos años el comprador del cupón cero recibe el valor nominal, los 1000 €; de esta manera los 100 € de diferencia serían el "interés" que al final ha rendido el cupón. Los bonos cupón cero son emitidos porque el emisor prefiere no tener que ir pagando intereses de forma periódica a lo largo de la vida del bono. Esta forma indirecta de pago de intereses los hace intrínsecamente más arriesgados que otro que sí pague intereses a lo largo de su vida, de manera que los bonos cupón cero presentan una mayor volatilidad en los mercados secundarios.